# Faisão-de-swinhoe

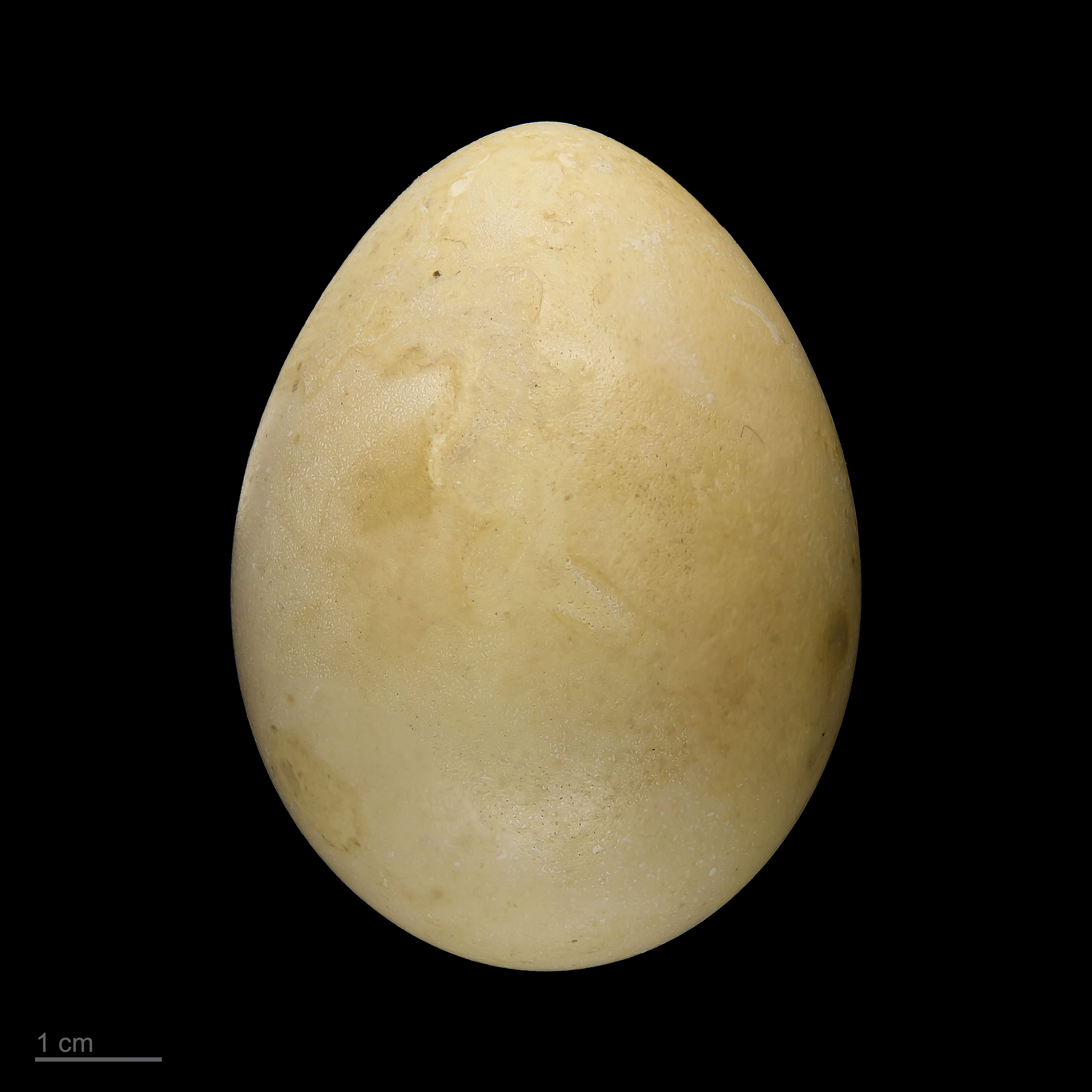
Lophura swinhoii - MHNT

Faisão-de-swinhoe ou faisão-da-formosa (Lophura swinhoii) é uma ave da ordem Galliformes, com uma plumagem azulada e preta, macho, e a fêmea, toda marrom.

## Descrição
A um dimorfismo sexual marcante no faisão swinhoe, sendo, o macho azul com uma mancha branca nas costas, preto na barriga, com o cauda preto e branco, e vermelho ao redor dos olhos, já a fêmea é marrom, com as pontas das penas amareladas na região do peito/barriga.

## Reprodução
Normalmente um macho aceita mais de uma fêmea, a fêmea põe cerca de 6 a 12 ovos/ano, incubando durante 25 dias.

## Habitat
o faisão swinhoe é originário das montanhas de Taiwan, habita floresta primária e secundária de 200 à 2500 metros. Sendo um animal terrestre.

## Ameaças e Conservação
No passado a espécie era muito caçada, fez com que, sua população decaísse. Hoje a sua principal preocupação é a perda de habitat, fora das reservas,  estima-se que exista 10 mil animais na natureza.
Já existe criação em cativeiro, seu preço chegando a R$ 1000/casal. O primeiro exemplar em cativeiro foi em 1866 no Jardin d'acclimatation em Paris, França, já no mesmo ano nascendo 12 filhotes em cativeiros.

## Alimentação
Se alimenta basicamente de insetos, Frutas, raízes, folhas, etc.

## Galeria de fotos

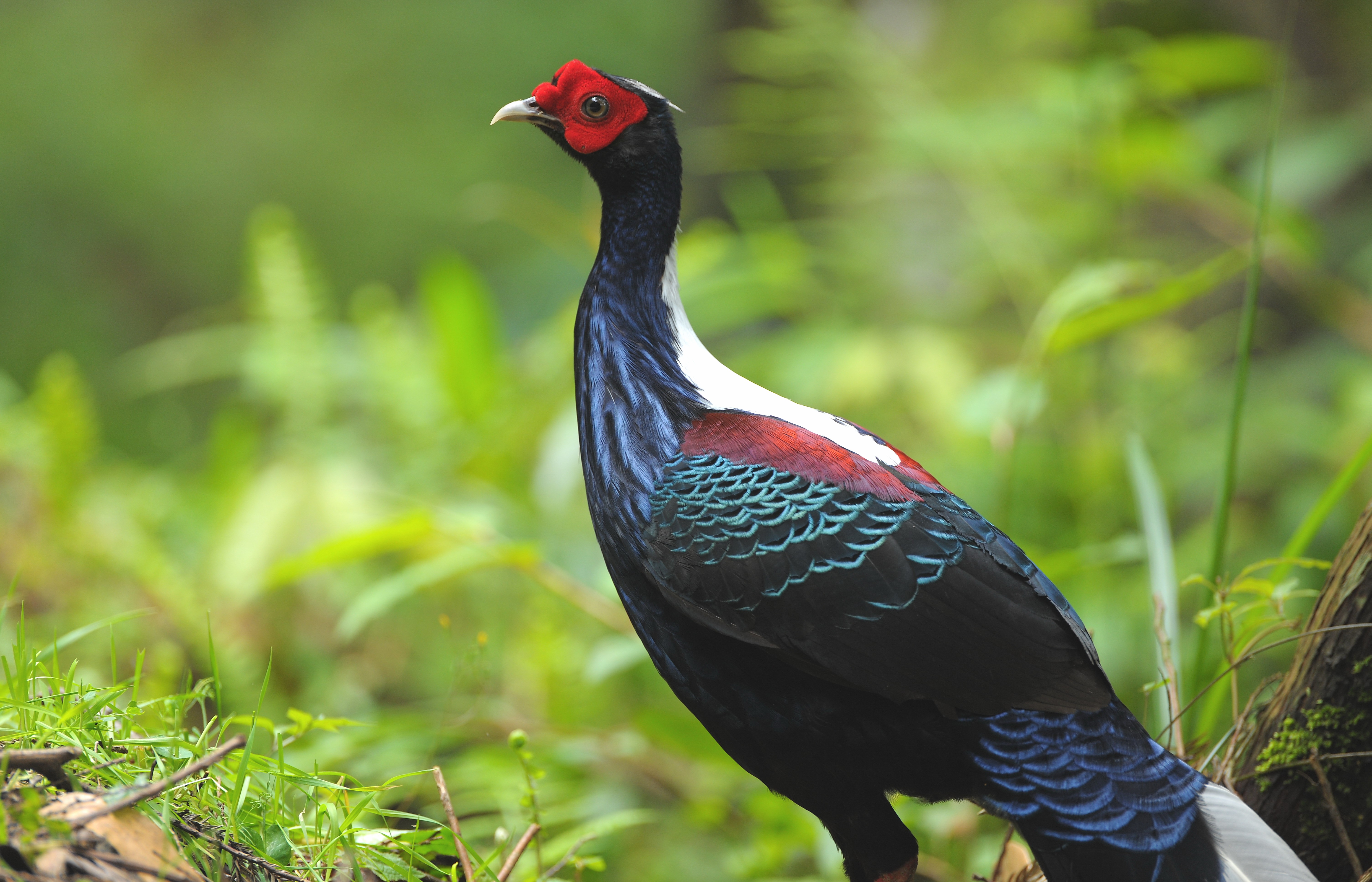
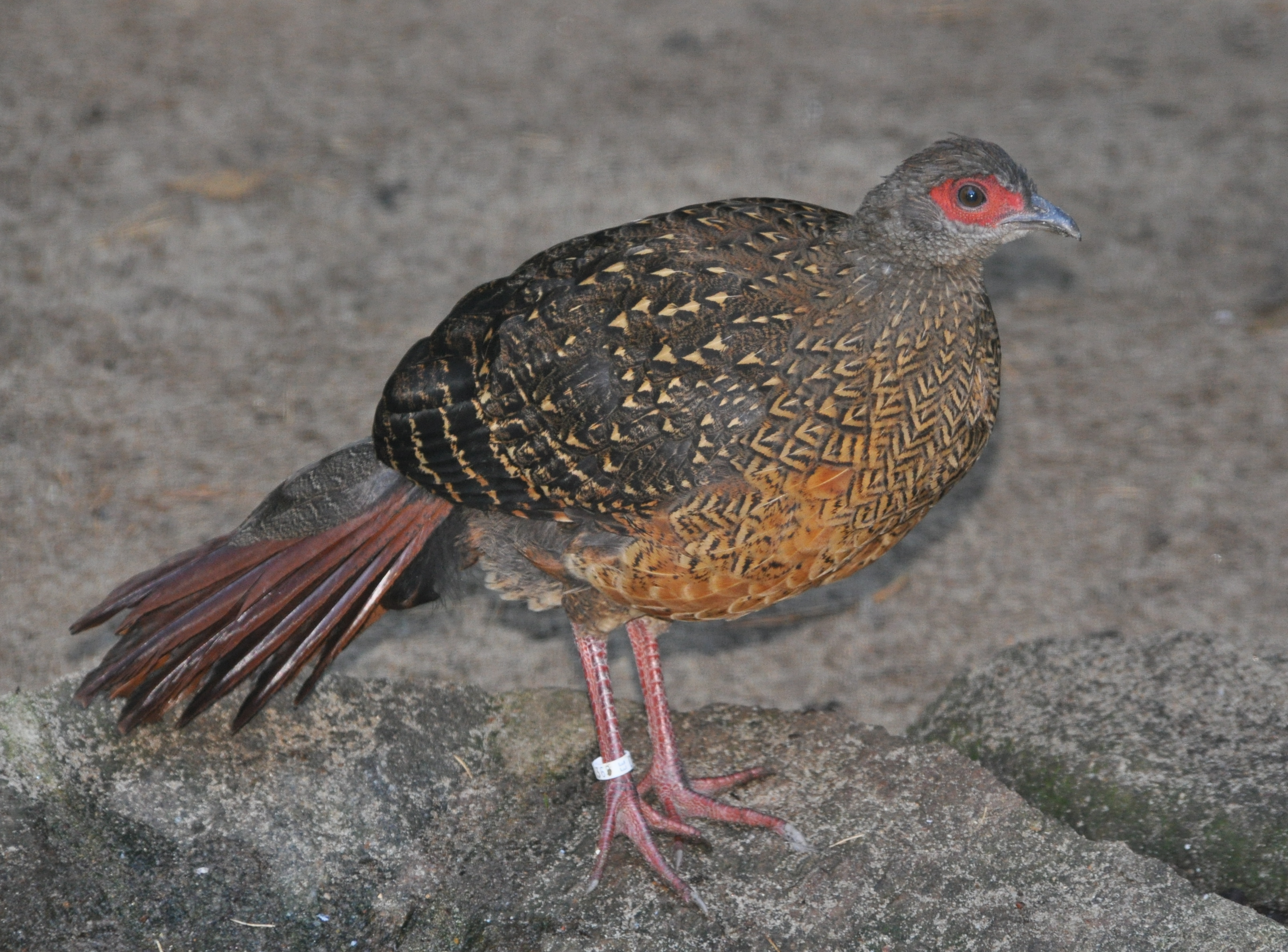